# Viktor Kjäll
Viktor Erik Kjäll (Västerås, 13 de junio de 1985) es un deportista sueco que compitió en curling.
Participó en dos Juegos Olímpicos de Invierno, obteniendo una medalla de bronce en Sochi 2014 y el cuarto lugar en Vancouver 2010.
Ganó tres medallas en el Campeonato Mundial de Curling entre los años 2011 y 2013, y tres medallas en el Campeonato Europeo de Curling entre los años 2009 y 2012.

## Palmarés internacional
| Juegos Olímpicos   | Juegos Olímpicos       | Juegos Olímpicos  | Juegos Olímpicos |
| Año                | Lugar                  | Medalla           | Prueba           |
| ------------------ | ---------------------- | ----------------- | ---------------- |
| 2014               | Sochi (Rusia)          | Medalla de bronce | Equipo           |
| Campeonato Mundial |                        |                   |                  |
| Año                | Lugar                  | Medalla           | Prueba           |
| 2011               | Regina (Canadá)        | Medalla de bronce | Equipo           |
| 2012               | Basilea (Suiza)        | Medalla de bronce | Equipo           |
| 2013               | Victoria (Canadá)      | Medalla de oro    | Equipo           |
| Campeonato Europeo |                        |                   |                  |
| Año                | Lugar                  | Medalla           | Prueba           |
| 2009               | Aberdeen (Reino Unido) | Medalla de oro    | Equipo           |
| 2011               | Moscú (Rusia)          | Medalla de plata  | Equipo           |
| 2012               | Karlstad (Suecia)      | Medalla de oro    | Equipo           |